# Jacone
Jacone, vero nome Jacopo di Giovanni di Francesco (Firenze, 1495 – 1554), è stato un pittore italiano che lavorò prevalentemente a Firenze.

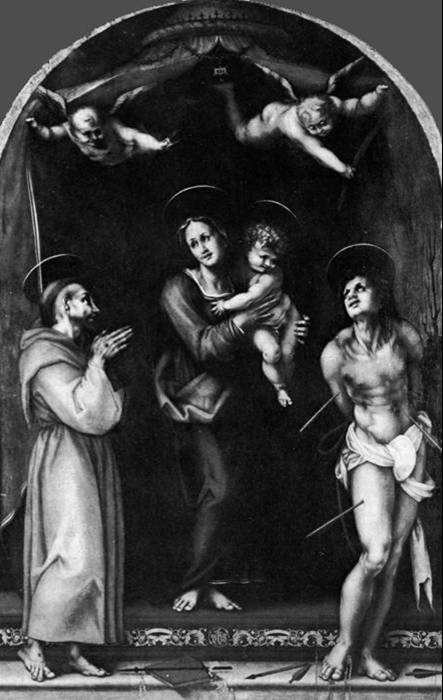
Madonna con il Bambino fra i SS. Francesco e
Sebastiano, c. 1535, Città di Castello, Pinacoteca Comunale

Appartenne alla cerchia che faceva capo a Pierfrancesco Riccio, maggiordomo ducale e allora delegato dal duca ad occuparsi della politica artistica, insieme a Battista del Tasso, Piloto orefice e in posizione più defilata il Tribolo e Baccio Bandinelli. Quest'appartenenza spiega l'ostilità del Vasari, infatti quest'ultimo e i suoi amici vennero sempre esclusi dalle maggiori commesse fiorentine, finché ad assegnarle fu il Riccio.

## Biografia
Nato a Firenze nel 1495 entrò ragazzo nella bottega di Andrea del Sarto, restandovi fino alla morte del maestro, nel gennaio 1521, godendo di sempre maggiore autonomia creativa, da lui riprende il gusto per l'esasperazione formale ed espressiva.
Il primo biografo di Jacone fu il suo coetaneo Giorgio Vasari (1511-1574) che lo conosceva molto bene, tracciandone uno stravagante profilo, morso solo per invidia, essendo più giovane, per i soprusi che aveva dovuto subire da lui nella bottega di Andrea del Sarto. Vasari ci informa che Jacone nella sua gioventù, fece in Firenze molti quadri di “Nostre Donne”, e molte di queste, furono spedite in Francia da mercanti fiorentini. 
Era entrato nella bottega di Andrea del Sarto, probabilmente intorno al 1512 e ci rimase fino al 1530, anno della sua morte. Quando Andrea nel 1518 dovette partire da Firenze per recarsi alla corte di Francia chiamato da Francesco I, il Vasari specifica che lasciò la bottega agli allievi più anziani; quindi al Puligo (1492-1527), a Rosso Fiorentino (1495-1540), e considerato che Pontormo (1494-1557) essendo stato cacciato tre anni prima, Jacone risultava tra quelli rimasti.
Rimane abbastanza strano che la prima comparsa ufficiale nel mondo dell'arte di Jacone, risalga quando questi aveva già compiuto ventotto anni, un'età per allora piuttosto avanzata, per svolgere autonomamente il proprio lavoro. Gli viene data da eseguire nel 1523 dalla famiglia Mori, una Trinità, con la Vergine e i Santi Nicola da Tolentino, Margherita da Cortona, Mariano diacono e un Evangelista, in Santa Lucia dei Magnoli a Firenze, dove tuttora si trova, citata dal Vasari. La composizione di questa tavola prende spunto da alcune opere realizzate precedentemente da Fra' Bartolomeo (1472-1517) e dal Sogliani (1492-1544), ma sviluppata verso una iconologia più antica, documentata in alcuni dipinti trecenteschi e quattrocenteschi. 
Successivamente fu a Cortona dove dipinse due pale per la chiesa di Santa Maria delle Grazie al Calcinaio: della seconda, distrutta nel corso dell'Ottocento, restano due tavolette ora al Museo dell'Accademia Etrusca di Cortona. Una pala viene realizzata per una chiesa di Città di Castello, ora conservata nella Pinacoteca comunale.
Diversamente da come la pensava Vasari, la grande passione di Jacone e il suo interesse per le novità lo condusse nel 1524 insieme al Bachiacca (1494-1557), ad andare a Roma per studiare le numerose facciate affrescate da Maturino e Polidoro da Caravaggio (1450 ca. –1543 ca.). Sempre a Roma incontra il suo vecchio amico Perin del Vaga (1501-1547) e forse conosce il Parmigianino (1503-1540). Al suo ritorno a Firenze ebbe un incarico prestigioso: l'ordinazione degli affreschi con Le imprese dei Buondelmonte e di Filippo Scolari Fiorentino (e non di Alessandro Magno come scriveva Vasari), da realizzarsi sulla facciata del Palazzo Buontelmonti, prospiciente Piazza Santa Trinita a Firenze, che lo stesso Vasari considerò il suo vero capolavoro, opere andate perdute, ma delle quali rimangono alcuni disegni, in cui risulta determinante nella descrizione di testimonianze storiche, l'influenza di Maturino e Polidoro, oltre naturalmente quella di Andrea del Sarto. A Firenze stringe amicizia con Aristotile da Sangallo (1481-1551), col Tribolo (1500-1550) e sempre con il Bachiacca realizza nel 1525 l'Arco Trionfale, ordinato dalla Compagnia dell'Orciuolo, in San Felice in Piazza, in occasione della festa della Santissima Annunziata, che si teneva ogni anno il 25 di marzo. In seguito alla peste che infuriava a Firenze nel 1527, Jacone scappò da Firenze per trasferirsi a Cortona accompagnato da un suo parente frate scopetino e in Santa Maria del Calcinaio, luogo in cui avevano la loro sede, vi dipinse due pale d'altare, delle quali è rimasta soltanto la Madonna col Bambino in trono e i santi Rocco, Giovanni Evangelista, Tommaso di Canterbury e Giovanni Battista.
Dopo la morte di Andrea del Sarto, avvenuta il 29 settembre 1530, essendogli venuto a mancare la sicurezza del lavoro e l'appoggio economico, Jacone , decise di entrare nella bottega del Pontormo, che divenne in seguito la sua nuova guida e l'importante fonte d'ispirazione che potesse dargli oltre ad una risorsa economica, anche l'indipendenza di uomo scapolo, che durò, per sua scelta, fino alla fine della sua vita. La Pala Pucci, che aveva dipinto il Pontormo nel 1518 per San Michele Visdomini a Firenze, venne profondamente studiata e analizzata da Jacone che ne conservò a lungo il ricordo, riproducendo alcuni suoi particolari nelle sue opere anche a distanza di molti anni.
Tornato da Cortona si avvicinò al Pontormo, infatti lavorò a Firenze e nel contado per i Capponi, abituali committenti del Pontormo. I suoi disegni di quelperiodo, dispersi in vari musei del mondo, mostrano un avvicinamento ai modi sia del Pontormo, che del Rosso Fiorentino e di Baccio Bandinelli, con la resa di figure stravolte e in posizioni bizzarre. Nel 1525, la Compagnia dell'Orciuolo, commissionò all'artista la decorazione con nove Scene dell'Antico Testamento di un arco trionfale, per la festa di San Felice in Piazza, opera poi in parte eseguita dal Bachiacca.
A Firenze, scomparsi tutti i protagonisti della “maniera moderna”, Pontormo diventa l'artista più apprezzato “forse, l'unico artista fiorentino capace di non subire soltanto l'ascendente di Michelangelo, ma di misurarsi con lui sul tormentoso problema dell'espressività della forma”  (A.Pinelli, 1988), nonostante le sue precedenti simpatie repubblicane, viene ingaggiato dalla nuova potente famiglia dei Medici e benvoluto dal nuovo autorevole segretario di Cosimo I, Pier Francesco Riccio, quindi il più adatto per Jacone a stargli vicino, per poter ricevere qualche importante commissione, che non tardò a venire. Ludovico Capponi, il committente della Deposizione del Pontormo di Santa Felicita del 1528, ritratto dal Bronzino (New York, Frick Collection), fu uno dei primi personaggi, insieme a suo fratello Bongianni, che si rivolsero a Jacone per ordinargli alcune opere, oggi purtroppo disperse.
Sono di questo periodo una serie di quadri da stanza che abilmente Jacone realizza, imitando o quasi copiando con qualche variante gli stessi soggetti che il Pontormo eseguiva, tanto da essere quelle opere fino a poco tempo fa, inserite nel corpus dello stesso Pontormo da autorevoli studiosi come Berenson, Clapp, Venturi, Longhi, Becherucci, Berti: la Madonna Frascione, la Madonna di Città del Messico, la Madonna Heim, la Madonna Varramista, il Ritratto Contini Bonacossi e il San Paolo di Londra, opere che a prima vista danno l'impressione di essere di fronte ad un originale del Pontormo, ma osservandole attentamente, notiamo in esse delle asprezze e delle legnosità nelle figure e nei panneggi, caratteristiche tipiche delle poche opere certe di Jacone, diversamente da quelle di Jacopo, dove le sue linee morbide e vellutate, lo sfumato delle carni e dei colori che immette nelle vesti dei suoi personaggi, acquistano un'altra magia. Alcune di queste opere sono sicuramente fatte insieme. Copiando i dipinti del Pontormo, Jacone utilizza lo stesso sistema, che aveva svolto nella bottega di Andrea del Sarto, la veloce esecuzione e la vendita a quei mercanti fiorentini poco scrupolosi della qualità dell'opera, ad un prezzo certamente inferiore di quello che avrebbe preteso lo stesso maestro.
Un altro motivo per cui Jacone si rivolse ai dipinti elaborati dal Pontormo nel terzo decennio, può essere giustificato dalla difficoltà che ebbe a formulare e
stabilire un proprio stile svincolandosi da quelle che erano le tendenze guida tradizionali adottate pedissequamente dalla maggior parte dei pittori [2].
Lo stretto rapporto che Jacone ebbe con il Pontormo è confermato dalla sua collaborazione agli affreschi eseguiti nella loggia esterna della Villa di Careggi, per ordine del Duca Alessandro de' Medici nel 1536, insieme al Bronzino (1503-1572) e a Pier Francesco Foschi (1502-1567), opere purtroppo andate perdute.
La terza e ultima grande pala che conosciamo eseguita da Jacone nella sua fase matura, è quella di Città di Castello, proveniente dalla locale chiesa di San Francesco. Si tratta di una recente attribuzione dovuta a Luciano Berti (1956-1957) [3] e confermata in seguito da Antonio Pinelli (1988) [4]. Il dipinto fu realizzato intorno agli anni Quaranta, quando il suo linguaggio stilistico, pur avvicinandosi al Pontormo, raggiunge un'impressionante originalità. “In questo quadro notiamo il passaggio da una costruzione rigida e spigolosa, tipica delle opere degli anni trenta, ad una pennellata più distesa ed addolcita, in cui la duttilità del disegno conferisce alle immagini una certa rotondità. Persino le stoffe dei panneggi subiscono un cambiamento passando dalle elaborate frammentazioni delle pieghe precedenti ad una sintesi, che pur conservando una certa linearità distende e gonfia le superfici.” (E.Castellani 1999-2000, pp. 92–93).
L'ultima sua importante impresa che conosciamo è la Madonna col Bambino e santa Maria Maddalena del Museo di Sarasota, segnalata da Philippe Costamagna [5],
dove maggiormente si avverte l'influenza esercita su di lui dal Pontormo. In questo dipinto, notiamo l'armonia della composizione, l'intenso realismo espressivo dei personaggi, l'atmosfera chiaroscurale, realizzata con sbattimenti violenti di luce e ombre, quasi un preannuncio al caravaggismo, dove Jacone raggiunge un suo vertice pittorico.
Egli non era certo un conformista, amava la sua libertà di parola, d'azione e di pensiero, non sottomettendosi sia al potere di certa nobiltà fiorentina, che a quello religioso. Aveva preso da Andrea del Sarto, uno stile di vita esemplare, il quale per la propria libertà e indipendenza, aveva rinunciato ad onori e gloria
sotto il re di Francia, contando solo sulle proprie capacità artistiche. Questo può essere forse uno dei motivi, per il quale il nostro artista si unì al
Pontormo, che più si confaceva al suo modo di vivere; differenziandosi da lui soltanto per il carattere: burbero, taciturno e introverso del Pontormo;
allegro, burlone, maligno, cialtrone e per un certo verso stravagante quello di Jacone, che Vasari chiamava “vivere alla filosofica e alla carlona”, per il fatto che si era unito ad una compagnia eccentrica di artisti tra cui il Tribolo, il Tasso legnaiolo e l'orefice Piloto, definiti per invidia dal Vasari “quella masnada di perditempo”, che amavano stare “in cene e feste a godere” e a giocare alle piastrelle lungo le mura.
Determinante è stata la scoperta fatta da Ugo Procacci (1979) [6], nel trovare molti documenti della vita di Jacone, sul quale vengono confermate alcune parole del Vasari: morì il 24 maggio 1544, nella casa di sua proprietà di Firenze, in Via Coda rimessa, nel popolo di San Paolo e fu seppellito in Ognissanti. Non è vero però che morì povero. Dai sopracitati documenti, risulta perfino che in casa teneva un famiglio e una serva. Nell'atto di morte fu registrato come cimatore, quindi già da molti anni aveva smesso la professione di pittore. L'ultimo suo dipinto per ora conosciuto, è datato dopo il 1540 [7].
Notevole è il corpus di disegni che ha realizzato, di una elevata bellezza. Ultimamente un suo disegno certamente sicuro, già catalogato come opera di Jacone da Emanuele Castellani [8], apparso da Sotheby's Londra nel 1979, è stato addirittura attribuito a Michelangelo da Charles Davis (2002) [9]. Il Vasari ricorda che sapeva disegnare “benissimo e con fierezza e fu molto bizzarro e fantastico nella positura delle sue figure, stravolgendole e cercando di farle variare e differenziate dagli altri”.
Antonio Pinelli (1988, p. 26) trovava un netto divario tra i dipinti e i suoi bellissimi disegni indicando “se quelle composizioni siano state davvero concepite per essere tradotte in pittura – sia pure attraverso ulteriori passaggi e affinamenti – o non siano invece solo servite a dar corpo a private fantasie del pittore destinate a rimanere tali”, e individuando in Baccio Bandinelli (1493-1560) e nel suo amico Tribolo a sua fonte d'ispirazione.
Tra i suoi disegni vi sono rappresentati anche scene sataniche e figure di streghe. Questo fa supporre che praticasse riti o pratiche occulte legate alla stregoneria.
I contributi critici più importanti su Jacone sono stati realizzati da: Ugo Procacci (1979), per aver scoperto il suo vero nome, la data di nascita e di morte; Ulrich Middeldorf per aver individuato intorno agli anni Cinquanta un notevole numero di suoi disegni, ma per la morte sopraggiunta, furono pubblicati in seguito da James Byam Shaw (1976) [10]; Antonio Pinelli (1988) che nel suo acuto saggio, ha analizzato per primo l'opera completa di Jacone, mettendo a fuoco la sua opera grafica fino allora conosciuta, con l'aggiunta di ulteriori disegni; Philippe Costamagna e Anne Fabre (1987, 1991) per aver coraggiosamente e giustamente inserito nel corpus del nostro artista, alcuni dipinti precedentemente attribuiti da illustri studiosi al Pontormo; Emanuele Castellani, (1999-2000) facendo su Jacone la sua tesi di laurea all'Università di Storia dell'Arte di Firenze e inoltre scoprendo ulteriori opere di questo pittore bohémien.
[1] Ph.Costamagna e A.Fabre, Di alcuni problemi della bottega di Andrea del Sarto, in “Paragone”,  491, (1987)1991, pp. 15–28; Ph.Costamagna, Pontormo, Milano 1994, pp. 295–296, 302, 305-306, 307, 315, 325-326.
[2] E.Castellani, Jacopo di Giovanni di Francesco detto Jacone, tesi di laurea Università di Firenze, a.a. 1999-2000.
[3] L.Berti, Fortuna del Pontormo, in “Quaderni Pontormeschi”, 2, Empoli 1956-1957, p. 23, nota 3.
[4] P.Pazzagli, in Pinacoteca Comunale di Città di Castello 1. Dipinti, a cura di F.F.Mancini, Perugia 1987, pp. 191–192, scheda n. 33; A.Pinelli, cit.  Vivere “alla filosofica”…, 1988, pp. 5–34; Ph.Costamagna, Pontormo, Milano 1994, p. 275.
[5] Ph.Costamagna e A.Fabre, cit. Di alcuni… (1987)1991, p. 22 nota 36.
[6] U.Procacci, cit. Di Jacone… 1979 (1981), pp. 447–473.
[7] Ubicazione ignota, già Christie's London, 7 luglio 2000, lot. 72, Ritratto di giovane musico, Olio su tavola, cm. 58,5 x 50, datato 154(?).
[8] E.Castellani, cit.Jacopo…1999-2000, fig. 45
[9] C.Davis, Michelangelo, Jacone and the Confraternity of The Virgin Annunciate called “Dell'Orciuolo”, in “Apollo”, september 2002, pp. 22–29.
[10] J.Byam Shaw, Drawings by Old Masters at Church Oxford, Oxford 1976, pp. 61–63.
Nel 1536, insieme a Pier Francesco Foschi e ad altri pittori, lavorò alle dirette dipendenze del Pontormo per la perduta decorazione alla villa di Careggi, eseguende decorazioni a grottesche e altre cose. Forse rinuncia definitivamente alla carriera artistica, scegliendo di diventare cimatore, mestiere più umile ma più sicuro, infatti il 24 maggio 1554, è ricordato un Jacopo di Giovanni di Francesco "cimatore", sepolto ad Ognissanti, sia nel Libro dei Morti dell'Arte dei Medici e Speziali sia nel Libro dei Morti dell'Arte della Grascia.
Le testimonianze antiche raccontano come vivesse "alla filosofica", cioè senza ciurarsi delle convenzioni sociali, analogamente al "saturnino" Pontormo, del quale fu amico e forse ispiratore di vita.